# Baotita
La baotita és un mineral de la classe dels silicats. Anomenada així per la seva localitat tipus: Pao-t'ou (Baotou en rus), Xina.

## Característiques
La baotita és un silicat de fórmula química Ba₄(Ti,Nb)₈Si₄O28Cl. Cristal·litza en el sistema tetragonal. La seva duresa a l'escala de Mohs és 6.
Segons la classificació de Nickel-Strunz, la baotita pertany a «09.CE - Ciclosilicats amb enllaços senzills de 4 [Si₄O₁₂]8- (vierer-Einfachringe), sense anions complexos aïllats» juntament amb els següents minerals: verplanckita, papagoïta, nagashimalita, taramel·lita, titantaramel·lita, barioortojoaquinita, byelorussita-(Ce), joaquinita-(Ce), ortojoaquinita-(Ce), estronciojoaquinita, estroncioortojoaquinita, ortojoaquinita-(La), labuntsovita-Mn, nenadkevichita, lemmleinita-K, korobitsynita, kuzmenkoïta-Mn, vuoriyarvita-K, tsepinita-Na, karupmøllerita-Ca, labuntsovita-Mg, labuntsovita-Fe, lemmleinita-Ba, gjerdingenita-Fe, neskevaaraïta-Fe, tsepinita-K, paratsepinita-Ba, tsepinita-Ca, alsakharovita-Zn, gjerdingenita-Mn, lepkhenelmita-Zn, tsepinita-Sr, paratsepinita-Na, paralabuntsovita-Mg, gjerdingenita-Ca, gjerdingenita-Na, gutkovaïta-Mn, kuzmenkoïta-Zn, organovaïta-Mn, organovaïta-Zn, parakuzmenkoïta-Fe, burovaïta-Ca, komarovita i natrokomarovita.

## Formació i jaciments
S'ha trobat en vetes de quars tallant quarsites prop de sienites i granits alcalins (Xina) i en vetes de carbonatita tallant gneissos hornblèndics intruïts per sills de diabasa i pegmatites (Montana, EUA). S'ha descrit associada a quars, calcita, egirina, galena, pirita i amfíbols alcalins (mina Baiyun-Obo, Xina); calcita, dolomita, ancilita, aeschynita, monazita i amfíbols sòdics (Montana, USA); benitoïta, bario-orthojoaquinita, fresnoïta, natrolita (Califòrnia, EUA).